# Thalassery
Thalassery (o Tellicherry, Tellichery, Tellicherri, Talasseri) è una suddivisione dell'India, classificata come municipality, di 99.386 abitanti, situata nel distretto di Kannur, nello stato federato del Kerala. In base al numero di abitanti la città rientra nella classe II (da 50.000 a 99.999 persone).

## Geografia fisica
La città è situata a 11° 45' 0 N e 75° 31' 60 E e ha un'altitudine di 12 m s.l.m..

## Società

### Evoluzione demografica
Al censimento del 2001 la popolazione di Thalassery assommava a 99.386 persone, delle quali 46.767 maschi e 52.619 femmine. I bambini di età inferiore o uguale ai sei anni assommavano a 10.265, dei quali 5.278 maschi e 4.987 femmine. Infine, coloro che erano in grado di saper almeno leggere e scrivere erano 85.465, dei quali 40.442 maschi e 45.023 femmine.